# Сирота, Святослав Анатольевич
Святосла́в Анато́льевич Сиро́та (укр. Святослав Анатолійович Сирота; род. 1 октября 1970, Киев) — украинский футболист, вратарь. Мастер спорта Украины 1995.

## Биография
Воспитанник киевского «Динамо». В выступал за дублирующий состав украинского гранда, а также привлекался к товарищеским матчам в юниорской сборной СССР, но на официальном уровне так и не сыграл.
Выступал за киевское «Динамо», ровненский «Верес», днепропетровский «Днепр», ижевский «Газовик-Газпром» и «Дустлик».
После завершения карьеры футболиста стал футбольным чиновником. С 2008 по 2010 год президент ПФЛ.
В 2009 году ПФЛ обвинили Сироту в хищении денежных средств. О президентстве в ПФЛ Украины Сироты резко высказался действующий глава футбольного органа Милетий Бальчос, обвинивший своего предшественника в казнокрадстве. Однако впоследствии, Сирота подал в суд на ПФЛ и выиграл его.
В 2011 году снимался в кинофильме «Матч». В фильме играл эпизодическую роль — вратаря немецкой команды Flakelf.
Помощник и координатор футбольного агента Дмитрия Селюка. Один из инициаторов возрождения армейского футбольного клуба в Киеве.
31 января 2015 года был избран первым вице-президентом Ассоциации футбольных арбитров Украины.
В марте 2015 года принял участие в товарищеском матче по случаю 60-летия футболиста Хорена Оганесяна между сборной СССР и сборной мира в качестве помощника главного тренера сборной мира Евгения Ловчева. Матч закончился вничью 3-3.
С июня 2015 года по июнь 2016 года работал спортивным директором ФК «Заря» (Бельцы, Молдова). За это время команда усилилась хорошими футболистами и впервые в своей истории выиграла Кубок Молдовы и завоевала путевку в Лигу Европы. В июне 2016 покинул молдавский клуб.
В августе 2016 года попытался трудоустроиться в грузинский ФК «Зугдиди». В сентябре 2016 покинул Грузию, так как руководство грузинской команды со слов Сироты так и не определилось с его статусом.
С сентября 2018 по апрель 2019 возглавлял наблюдательный совет ФК «Прикарпатье», но после протеста фанатов команды вынужден был покинуть пост в клубе
После начала вторжения в Украину российских войск Сирота вступил в ряды Вооружённых сил Украины. В ходе боев за Северодонецк, во время одного из обстрелов в районе населенного пункта Золотое был серьезно контужен

## Карьера
- 2002—2004: технический секретарь Федерации футбола Киева
- 2004 — 1 августа 2008: ответственный секретарь ПФЛ
- 1 августа 2008 — 16 декабря 2008: исполнительный директор ПФЛ
- 16 декабря 2008 — 4 марта 2010: президент ПФЛ
- ноябрь 2011 — июнь 2012: помощник вице-президента СК «Таврия» Селюка Д. Д.
- январь 2015 — настоящее время: первый вице-президент Ассоциации футбольных арбитров Украины
- март 2015: тренер сборной мира во время матча сборная СССР — сборная мира
- июнь 2015 — июнь 2016: спортивный директор ФК «Заря» (Бельцы, Молдова)
- сентябрь 2018 — апрель 2019: глава наблюдательного совета МФК «Прикарпатье»

## Достижения
- Бронзовый призёр чемпионата Украины (2): 1994/95, 1995/96
- Финалист Кубка Украины: 1994/95